# 剣山荘
剣山荘（けんざんそう）は、富山県中新川郡立山町芦峅寺（あしくらじ）にある山小屋。剱岳の南東面に位置する山小屋としては最も山頂に近い山小屋である。

## 概要
別山尾根の黒百合のコル東側の直下約300メートルに位置する。標高は約2,475メートルである。木造2階建て（屋根は野地板、防水シート、金属板）。立山町観光協会の宿泊施設収容人数では収容人数は170人である。
1953年（昭和28年）創建。2000年代には雪崩により倒壊したこともあるが、2007年（平成19年）シーズンに改築開業した。

## 位置
|            | 標高と行程 | 標高と行程 |
| ---------- | ---------- | ---------- |
| 剱岳       | 2,999 m    | 2,999 m    |
|            | ▲ ▼40分    |            |
| 平蔵のコル | 約2,830 m  | 約2,830 m  |
|            | ▲1時間20分 | ▼1時間10分 |
| 武蔵のコル | 約2,570 m  | 約2,570 m  |
|            | ▲30分      | ▼20分      |
| 剣山荘     | 約2,475 m  | 約2,475 m  |
|            | ▲20分      | ▼25分      |
| 剱澤小屋   | 約2,535 m  | 約2,535 m  |